# Marie Antoine Alexandre Guilliermond
Marie Antoine Alexandre Guilliermond est un botaniste français, né le 19 août 1876 à Lyon et mort le 1er avril 1945 dans cette même ville.

## Biographie
Il est fils de pharmacien, petit-fils d'André Alexandre Guilliermond pharmacien lui aussi, inventeur du cachet et, du côté de sa mère, d’un professeur de médecine.
Il fait ses études à Lyon. Montrant des dispositions pour l’art, il étudie auprès de Tony Tollet (1857-1953) avant de s’orienter vers la botanique. Il fait ses études à la faculté des sciences de Lyon où il étudie auprès de Maurice Caullery (1868-1958) et de Camille Sauvageau (1861-1931). Dirigé par Gaston Bonnier (1853-1922), il obtient son certificat d'études physiques, chimiques et biologiques en 1896, puis sa licence en sciences naturelles en 1899 et son doctorat en 1902 avec une thèse intitulée Recherches cytologiques sur les levures et quelques moisissures à formes levures.
Guilliermond se marie en 1903 avec Marie Renaut, fille du professeur de médecine, Joseph Louis Renaut (1844-1917). Il est chargé de cours de botanique à la faculté des sciences (1913-1915) et de botanique agricole (1913-1921), puis il est chargé de cours PCN (1920-1923). En 1923, il est maître de conférences à la faculté des sciences de Paris, puis professeur sans chaire (1927). Il enseigne à l’École normale supérieure (1928-1931). Il devient professeur titulaire à la faculté de Paris (1931) et dirige, l’année suivante, le laboratoire de cytologie végétale à l’École pratique des hautes études. Il se remarie en 1927 avec Hélène Popovici, union dont naîtront deux enfants.
Il est membre de l’Académie des sciences et fait partie de nombreuses sociétés savantes : Société de biologie, Société mycologique de France (dont il est président en 1932), Association française pour l'avancement des sciences, Société botanique de France, etc., ainsi que de diverses sociétés et académies étrangères. Il est fait chevalier de la Légion d’honneur. Il est l’auteur de plus de 300 titres.

## Liste partielle des publications
- 1912 : Les Levures, O. Doin (Paris) : xii + 565 + xii.
- 1928 : Clef dichotomique pour la détermination des levures, Jouve et Cie (Paris) : 124 p.
- 1929 : Cours de botanique professé à la Faculté des sciences de Paris par A. Guilliermond, R. Guillon (Paris) : 283 p.
- 1933 : avec Georges Mangenot et Lucien Plantefol (1891-1983), Traité de cytologie végétale, Jouve et Cie (Paris) : vi + 1 197 p.
- 1937 : La Sexualité, le cycle de développement, la phylogénie et la classification des levures d'après les travaux récents, Masson (Paris) : 72 p.
- 1938 : Introduction à l'étude de la cytologie, Hermann (Paris) : 63 et 84 p.